# 郡神社 (茨木市)
郡神社（こおりじんじゃ）は大阪府茨木市郡に鎮座する神社。

## 祭神
- 天児屋根命
- 素盞鳴尊

## 歴史
摂津国島下郡の郡・郡山・上野の3村の産土神で、もと北殿垣内の宮田にあり、春日大明神又は牛頭天王社と呼ばれた。
- 元亀・天正年間（1570年～1593年）の兵乱で荒廃。
- 明暦2年（1656年）3月、現在地に遷座。
- 元禄年間（1688年～1703年）より地名から今の社名に改める。
- 明治5年（1872年）、村社に列す。
- 明治8年（1875年）、鉄道線路用材として社地にあった老樹を伐採。
- 明治41年（1908年）5月、神饌幣帛料供進社に指定。
- 明治41年6月12日、畑田の宇賀神社を合祀。

## 境内
- 若宮春日神社　天児屋根命・素盞鳴尊
- 五社
八幡神社　応神天皇
皇大神宮　天照皇大神
稲荷神社　倉稲魂命
落橋神社　新屋座天照魂神
土祖神　猿田彦命
- 宇賀神社　宇賀之御魂神
- 稲荷神社　倉稲魂命
- 正一位 金平大明神
- 春日神社　天児屋根命